# Ecuadoramazon
Ecuadoramazon (Amazona lilacina) är en fågelart i familjen västpapegojor inom ordningen papegojfåglar.

## Utbredning och systematik
Fågeln förekommer endast i västra Ecuador. Den kategoriserades tidigare som underart till gulkindad amazon (Amazona autumnalis) men urskiljs allt oftare som egen art.

## Status
Den kategoriseras av IUCN som akut hotad.